# Sons et lumières
L'exposition Sons & Lumières est une exposition d'art contemporain présentée au centre Georges-Pompidou à Paris, du 22 septembre 2004 au 3 janvier 2005.

## Scénographie
L'exposition a été organisée de manière chrono-thématique, en fonction des différentes approches qui ont marqué le rapport entre le son et les arts.
1re partieCorrespondances
Cette partie correspond à la première période de convergence entre le son et les arts.
Chronologiquement parlant, elle regroupe les œuvres depuis fin XIXe s. jusque début XXe s. Le titre de cette partie de l'exposition correspondances fait référence aux Correspondances Beaudelairiennes.
2e partieEmpreintes
Cette partie s'attache plus à montrer la convergence entre les arts et la vibration du son, en lien avec les innovations technologiques de l'entre-deux-guerres et de l'après-guerre. Ainsi, les œuvres exposées recouvrent la période allant des années 1920 aux années 1970.
3e partieRuptures
Cette partie s'attache à montrer les ruptures entre le bruit au sens large et leurs correspondances dans les arts. Chronologiquement parlant, les œuvres montrées vont des années 1960 aux œuvres du début XXIe s.

## Liste des œuvres exposées
- Nam June Paik, Jud Yalkut, Video Synthetizer and TV Cello Collectibles Early Color TV Manipulations by Nam June Paik, 1965/1968, Video Commune TV Cello Premiere, 1971, 1965 - 1971
- Len Lye, Colour Box (Boite a couleur), 1935
- Vassily Kandinsky, BuhnenKomposition III, 1908 - 1909
- Vassily Kandinsky, Aquarell für Violett (Bild III), 1914
- Vassily Kandinsky, Aquarell für Violett (Bild II), 1914
- Vassily Kandinsky, BuhnenKomposition I (Riesen), 1908 - 1909
- Nam June Paik, Jud Yalkut, Video Film Concert, 1966/1975 et 1992 : Video Study no 3, 1967/1969, Beatles Electroniques, 1966/1969, Electronic Moon no 2, 1969, Electronic Fables, 1971 ; Waiting for Commercials, 1972 ; Electronic Yoga, 1972/1992, 1966 - 1992
- Vassily Kandinsky, BuhnenKomposition II, 1908 - 1909
- Vladimir Baranov-Rossiné, Composition abstraite, 1910
- Emmett Williams, An Opera, vers 1963
- Anonyme, Olga von Hartmann (Olga von Shumacher, dit), Étude pour Schwarz und Weiss, 2e tableau, 1909
- Norman McLaren, Dots, 1940
- La Monte Young, Compositions 1961, 1961
- Marcel Duchamp, Erratum Musical, 1912 - 1915
- Raoul Hausmann, D 2818 Phonem, 1921
- Joseph Beuys, Das Schweigen, 1973
- Brion Gysin, Dreamachine, 1960 - 1976
- Anonyme, Olga von Hartmann (Olga von Shumacher, dit), Étude pour Schwarz und Weiss, 1er tableau, 1909
- Viking Eggeling, Diagonal Symphony, 1921
- Gary Hill, Electronic Linguistics, 1978
- Marcel Duchamp, La Boîte verte, 1934
- Ben (Benjamin Vautier, dit), George Brecht, Albert Fine, et al., Flux Year Box 2, 1966
- Joseph Beuys, Infiltration homogen für Konzertflügel, 1966
- Stephen Beck, Illuminated Music II & III, 1972 - 1973
- Marcel Janco, Jazz 333, 1918
- Vassily Kandinsky, Étude pour Schwarz und Weiss, premier tableau, 1909
- George Brecht, Fluxus preview review, 1963
- Anonyme, Étude pour Schwarz und Weiss, 3e tableau, 1909
- Anonyme, Olga von Hartmann (Olga von Shumacher, dit), Étude pour Schwarz und Weiss, 4e tableau, 1909
- Bill Viola, Information, 1973
- František Kupka, La Gamme jaune, 1907
- Paul Klee, Rhythmisches, 1930
- Jackson Pollock, Number 26 A, Black and White, 1948
- Joseph Beuys, La Peau, 1984
- Gino Severini, La danse de l'ours au Moulin Rouge, 1913
- James Whitney, Lapis, 1963
- Wladimir Baranoff Rossiné, Piano optophonique, 1920 - 1923
- Gary Hill, Primary, 1978
- Albert Fine, Piece for Fluxorchestra, 1966
- Piet Mondrian (Pieter-Cornelis mondriaan, dit), New York City, 1942
- Léopold Survage (Leopold Freder Sturzwage, dit), Rythme coloré, 1913
- Hans Richter, Rhythmus 21, 1921 - 1924
- Gary Hill, Soundings, 1979
- Vassily Kandinsky, Vorwort, 1908 - 1909
- James Whitney, Yantra, 1950 - 1957
- Joe Jones, Two worms chasing each other (a flux music box), 1969 - 1976
- Oskar Fischinger, Studie nr.8, 1931
- Vassily Kandinsky, Violet, 1914
- Steina Vasulka (Steina Fteinunn Bjarnadottir, dit), Woody Vasulka, Soundsize, 1974

## Événements en lien
Au centre Pompidou
- Exposition Écoute : parcours destiné au jeune public (22 septembre 2004-17 janvier 2005). Commissaire : Boris Tissot. Cette exposition permet également d'élargir le thème des sons abordé dans l'exposition principale à la problématique de l'écoute.

Artistes présentés :
- Les Cabines d'écoute de Vincent Epplay[2]
- Hypertable, Douglas Edric Stanley
- Sculptures-partitions de Peter Vogelo

Transcriptions graphiques de partitions de John Cage et György Ligeti.
Projection : Des compositions muettes de Viking Eggeling aux frontières du vidéoclip contemporain (22-26 septembre 2004).
Autres expositions en lien
- Exposition Paul Klee, polyphonies à la Cité de la Musique, du 19 octobre 2011 au 21 décembre 2011.